# Купчиктах
Купчиктах — пресноводное озеро на севере Красноярского края России, располагается в юго-восточной части Таймырской низменности, к северу от озера Долгое, примерно в 185 километрах север-северо-западнее села Хатанга.
Зеркало озера расположено на высоте 49 метров над уровнем моря. Площадь озера — 26,2 км². Площадь водосбора составляет 205 км². Форма водоёма овальная, береговая линия слабо изрезана. Длина около 7,2 км, максимальная ширина в северной части — 5,5 км.
В озеро Купчиктах впадает несколько ручьёв и река Кыс-Юрях на севере; на юге вытекает протока, соединяющая его с озером Долгое, из которого вода поступает в реку Большая Балахня, относящуюся к бассейну моря Лаптевых. Острова отсутствуют. Берега низкие, на северо-западе обрывистые, местами заболоченные, покрытые тундровой растительностью.
Код водного объекта в государственном водном реестре — 17040400211117600000335.